# Дискография The Byrds
В статье представлена дискография американской рок-группы The Byrds.

## Студийные альбомы
| Название                                    | Об альбоме                                         | Об альбоме                                    | Высшая позиция в чартах | Высшая позиция в чартах | Высшая позиция в чартах | Высшая позиция в чартах | Высшая позиция в чартах |
| Название                                    | Релиз в США                                        | Релиз в Великобритании                        | US                      | CAN                     | GER                     | NLD                     | UK                      |
| ------------------------------------------- | -------------------------------------------------- | --------------------------------------------- | ----------------------- | ----------------------- | ----------------------- | ----------------------- | ----------------------- |
| Mr. Tambourine Man                          | - Дата выпуска: 21 июня 1965 - Лейбл: Columbia     | - Дата выпуска: 20 августа 1965 - Лейбл: CBS  | 6                       | —                       | 35                      | —                       | 7                       |
| Turn! Turn! Turn!                           | - Дата выпуска: 6 декабря 1965 - Лейбл: Columbia   | - Дата выпуска: 22 марта 1966 - Лейбл: CBS    | 17                      | —                       | —                       | —                       | 11                      |
| Fifth Dimension                             | - Дата выпуска: 18 июля 1966 - Лейбл: Columbia     | - Дата выпуска: 22 сентября 1966 - Лейбл: CBS | 24                      | —                       | —                       | —                       | 27                      |
| Younger Than Yesterday                      | - Дата выпуска: 6 февраля 1967 - Лейбл: Columbia   | - Дата выпуска: 7 апреля 1967 - Лейбл: CBS    | 24                      | —                       | —                       | —                       | 37                      |
| The Notorious Byrd Brothers                 | - Дата выпуска: 15 января 1968 - Лейбл: Columbia   | - Дата выпуска: 12 апреля 1968 - Лейбл: CBS   | 47                      | —                       | —                       | —                       | 12                      |
| Sweetheart of the Rodeo                     | - Дата выпуска: 30 августа 1968 - Лейбл: Columbia  | - Дата выпуска: 27 сентября 1968 - Лейбл: CBS | 77                      | —                       | —                       | —                       | —                       |
| Dr. Byrds & Mr. Hyde                        | - Дата выпуска: 5 марта 1969 - Лейбл: Columbia     | - Дата выпуска: 25 апреля 1969 - Лейбл: CBS   | 153                     | —                       | —                       | 6                       | 15                      |
| Ballad of Easy Rider                        | - Дата выпуска: 10 ноября 1969 - Лейбл: Columbia   | - Дата выпуска: 16 января 1970 - Лейбл: CBS   | 36                      | 40                      | —                       | —                       | 41                      |
| (Untitled)                                  | - Дата выпуска: 14 сентября 1970 - Лейбл: Columbia | - Дата выпуска: 13 ноября 1970 - Лейбл: CBS   | 40                      | 15                      | —                       | 3                       | 11                      |
| Byrdmaniax                                  | - Дата выпуска: 23 июня 1971 - Лейбл: Columbia     | - Дата выпуска: 6 августа 1971 - Лейбл: CBS   | 46                      | 23                      | —                       | 1                       | —                       |
| Farther Along                               | - Дата выпуска: 17 ноября 1971 - Лейбл: Columbia   | - Дата выпуска: 21 января 1972 - Лейбл: CBS   | 152                     | 41                      | —                       | —                       | —                       |
| Byrds                                       | - Дата выпуска: 7 марта 1973 - Лейбл: Asylum       | - Дата выпуска: 24 марта 1973 - Лейбл: Asylum | 20                      | 19                      | —                       | 6                       | 31                      |
| «—» обозначает, что альбом не попал в чарты |                                                    |                                               |                         |                         |                         |                         |                         |

## Концертные альбомы
| Название                                    | Об альбоме                                                                                            | Высшая позиция в чартах | Высшая позиция в чартах | Высшая позиция в чартах | Высшая позиция в чартах |
| Название                                    | Об альбоме                                                                                            | US                      | CAN                     | NLD                     | UK                      |
| ------------------------------------------- | --- | ----------------------- | ----------------------- | ----------------------- | ----------------------- |
| (Untitled) (только первая и вторая стороны) | - Дата выпуска: 14 сентября 1970 - Лейбл: Columbia - Формат: LP, reel-to-reel, 8-track tape, cassette | 40                      | 15                      | 3                       | 11                      |
| Live at the Fillmore – February 1969        | - Дата выпуска: 22 февраля 2000 - Лейбл: Columbia/Legacy - Формат: CD                                 | —                       | —                       | —                       | —                       |
| Live at Royal Albert Hall 1971              | - Дата выпуска: 17 июня 2008 - Лейбл: Sundazed - Формат: CD, LP                                       | —                       | —                       | —                       | —                       |
| The Lost Broadcasts                         | - Дата выпуска: 28 июня 2011 - Лейбл: Gonzo - Формат: CD, DVD                                         | —                       | —                       | —                       | —                       |

## Сборники
| Название                                          | Дата выпуска     | Высшая позиция в чартах | Высшая позиция в чартах | Высшая позиция в чартах | Сертификация       |
| Название                                          | Дата выпуска     | US                      | NLD                     | UK                      | Сертификация       |
| ------------------------------------------------- | ---------------- | ----------------------- | ----------------------- | ----------------------- | ------------------ |
| The Byrds' Greatest Hits                          | 7 августа 1967   | 6                       | —                       | —                       | - RIAA: Платиновый |
| Preflyte                                          | 29 июля 1969     | 84                      | —                       | —                       |                    |
| The Byrds' Greatest Hits Volume II                | 29 октября 1971  | —                       | 1                       | —                       |                    |
| The Best of The Byrds: Greatest Hits, Volume II   | 10 ноября 1972   | 114                     | —                       | —                       |                    |
| History of The Byrds                              | 18 мая 1973      | —                       | —                       | 47                      |                    |
| Return of The Byrds                               | 7 мая 1976       | —                       | —                       | —                       |                    |
| The Byrds                                         | Декабрь 1978     | —                       | —                       | —                       |                    |
| 20 Golden Hits                                    | Июль 1979        | —                       | 20                      | —                       |                    |
| The Byrds Play Dylan                              | Ноябрь 1979      | —                       | —                       | —                       |                    |
| The Original Singles: 1965–1967, Volume 1         | 8 августа 1980   | —                       | —                       | —                       |                    |
| The Original Singles: 1967–1969, Volume 2         | Февраль 1982     | —                       | —                       | —                       |                    |
| The Very Best of The Byrds                        | Ноябрь 1983      | —                       | —                       | —                       |                    |
| The Byrds Collection                              | Сентябрь 1986    | —                       | —                       | —                       | - BPI: Серебряный  |
| Never Before                                      | 1 декабря 1987   | —                       | —                       | —                       |                    |
| In the Beginning                                  | Август 1988      | —                       | —                       | —                       |                    |
| The Byrds                                         | 19 октября 1990  | 151                     | —                       | —                       |                    |
| Full Flyte 1965—1970                              | Февраль 1991     | —                       | —                       | —                       |                    |
| Greatest Hits — 18 Classics Remastered            | 1991             | —                       | 26                      | —                       |                    |
| Free Flyte                                        | 1991             | —                       | —                       | —                       |                    |
| 20 Essential Tracks from the Boxed Set: 1965-1990 | 14 января 1992   | —                       | —                       | —                       |                    |
| Definitive Collection                             | 1995             | —                       | —                       | —                       |                    |
| Nashville West                                    | Май 1996         | —                       | —                       | —                       |                    |
| The Very Best of The Byrds                        | 23 июня 1997     | —                       | —                       | —                       | - BPI: Золотой     |
| Super Hits                                        | 21 июля 1998     | —                       | —                       | —                       |                    |
| Byrd Parts                                        | 15 сентября 1998 | —                       | —                       | —                       |                    |
| Sanctuary                                         | 18 июля 2000     | —                       | —                       | —                       |                    |
| Sanctuary II                                      | 19 декабря 2000  | —                       | —                       | —                       |                    |
| The Byrds Play the Songs of Bob Dylan             | 28 мая 2001      | —                       | —                       | —                       |                    |
| The Preflyte Sessions                             | Ноябрь 2001      | —                       | —                       | —                       |                    |
| Sanctuary III                                     | 11 декабря 2001  | —                       | —                       | —                       |                    |
| Sanctuary IV                                      | 21 мая 2002      | —                       | —                       | —                       |                    |
| The Byrds Play Dylan                              | 11 июня 2002     | —                       | —                       | —                       |                    |
| The Columbia Singles '65-'67                      | 1 ноября 2002    | —                       | —                       | —                       |                    |
| The Essential Byrds                               | 22 апреля 2003   | —                       | —                       | —                       |                    |
| Byrd Parts 2                                      | Май 2003         | —                       | —                       | —                       |                    |
| Mojo Presents…An Introduction to The Byrds        | 22 сентября 2003 | —                       | —                       | —                       |                    |
| Cancelled Flytes                                  | Сентябрь 2004    | —                       | —                       | —                       |                    |
| Another Dimension                                 | 26 апреля 2005   | —                       | —                       | —                       |                    |
| America’s Great National Treasure                 | 31 января 2006   | —                       | —                       | —                       |                    |
| The Very Best of The Byrds                        | Июнь 2006        | —                       | —                       | 82                      |                    |
| There Is a Season                                 | 26 сентября 2006 | —                       | —                       | —                       |                    |
| A Collection                                      | 9 июля 2007      | —                       | —                       | —                       |                    |
| Playlist: The Very Best of The Byrds              | 21 октября 2008  | —                       | —                       | —                       |                    |
| Greatest Hits                                     | 16 марта 2009    | —                       | —                       | —                       |                    |
| Eight Miles High: The Best of The Byrds           | 25 января 2010   | —                       | —                       | —                       |                    |
| The Complete Album Collection                     | 14 ноября 2011   | —                       | —                       | —                       |                    |
| Setlist: The Very Best of the Byrds Live          | 27 декабря 2011  | —                       | —                       | —                       |                    |
| Preflyte Plus                                     | 27 февраля 2012  | —                       | —                       | —                       |                    |
| The 60s: The Byrds                                | 9 сентября 2014  | —                       | —                       | —                       |                    |
| Turn! Turn! Turn!: The Ultimate Collection        | 16 октября 2015  | —                       | —                       | —                       |                    |

## EP
| Название                      | Дата выпуска  |
| ----------------------------- | ------------- |
| The Times They Are a-Changin' | Февраль 1966  |
| Eight Miles High              | Октябрь 1966  |
| The Byrds                     | 1971          |
| The Byrds                     | Сентябрь 1983 |
| Solid Gold                    | Май 1989      |
| Four Dimensions               | Декабрь 1990  |

## Синглы
| Название                                                                  | Дата               | Дата             | Высшая позиция в чартах | Высшая позиция в чартах | Высшая позиция в чартах | Высшая позиция в чартах | Высшая позиция в чартах | Высшая позиция в чартах | Высшая позиция в чартах | Высшая позиция в чартах | Сертификация      | Альбом                      |
| Название                                                                  | Американский релиз | Британский релиз | US                      | AUS                     | AUT                     | CAN                     | GER                     | NLD                     | NZ                      | UK                      | Сертификация      | Альбом                      |
| ------------------------------------------------------------------------- | ------------------ | ---------------- | ----------------------- | ----------------------- | ----------------------- | ----------------------- | ----------------------- | ----------------------- | ----------------------- | ----------------------- | ----------------- | --------------------------- |
| «Please Let Me Love You» / «Don’t Be Long»                                | 7 октября 1964     | Январь 1965      | —                       | —                       | —                       | —                       | —                       | —                       | —                       | —                       |                   | неальбомный сингл           |
| «Mr. Tambourine Man» / «I Knew I’d Want You»                              | 12 апреля 1965     | 15 мая 1965      | 1                       | 3                       | 3                       | 2                       | 2                       | 3                       | 1                       | 1                       | - BPI: Серебряный | Mr. Tambourine Man          |
| «All I Really Want to Do» / «I'll Feel a Whole Lot Better»                | 14 июня 1965       | 6 августа 1965   | 40 103                  | 42                      | —                       | 11                      | 27                      | —                       | 8                       | 4                       |                   | Mr. Tambourine Man          |
| «Turn! Turn! Turn!» / «She Don't Care About Time»                         | 1 октября 1965     | 29 октября 1965  | 1                       | 34                      | —                       | 3                       | 8                       | 15                      | 1                       | 26                      |                   | Turn! Turn! Turn!           |
| «Set You Free This Time» / «It Won't Be Wrong»                            | 10 января 1966     | 11 февраля 1966  | - 79 - 63               | - 78                    | —                       | - 20                    | —                       | —                       | 14                      | —                       |                   | Turn! Turn! Turn!           |
| «Eight Miles High» / «Why»                                                | 14 марта 1966      | 29 мая 1966      | 14                      | 99                      | —                       | 9                       | —                       | —                       | 16                      | 24                      |                   | Fifth Dimension             |
| «5D (Fifth Dimension)» / «Captain Soul»                                   | 13 июня 1966       | 29 июня 1966     | 44                      | —                       | —                       | 44                      | —                       | —                       | —                       | —                       |                   | Fifth Dimension             |
| «Mr. Spaceman» / «What's Happening?!?!»                                   | 6 сентября 1966    | 14 октября 1966  | 36                      | —                       | —                       | 29                      | —                       | 18                      | —                       | —                       |                   | Fifth Dimension             |
| «So You Want to Be a Rock 'n' Roll Star» / «Everybody's Been Burned»      | 9 января 1967      | 17 февраля 1967  | 29                      | —                       | —                       | —                       | —                       | —                       | —                       | —                       |                   | Younger Than Yesterday      |
| «My Back Pages» / «Renaissance Fair»                                      | 13 марта 1967      | 23 мая 1967      | 30                      | —                       | —                       | —                       | —                       | 18                      | 16                      | —                       |                   | Younger Than Yesterday      |
| «Have You Seen Her Face» / «Don't Make Waves»                             | 22 мая 1967        | —                | 74                      | —                       | —                       | —                       | —                       | —                       | —                       | —                       |                   | Younger Than Yesterday      |
| «Lady Friend» / «Old John Robertson»                                      | 13 июля 1967       | 1 сентября 1967  | 82                      | —                       | —                       | —                       | —                       | —                       | —                       | —                       |                   | неальбомный сингл           |
| «Goin' Back» / «Change Is Now»                                            | 20 октября 1967    | 29 декабря 1967  | 89                      | —                       | —                       | —                       | —                       | —                       | —                       | —                       |                   | The Notorious Byrd Brothers |
| «You Ain't Goin' Nowhere» / «Artificial Energy»                           | 2 апреля 1968      | 3 мая 1968       | 74                      | 82                      | —                       | 55                      | —                       | —                       | —                       | 45                      |                   | Sweetheart of the Rodeo     |
| «I Am a Pilgrim» / «Pretty Boy Floyd»                                     | 2 сентября 1968    | 11 октября 1968  | —                       | —                       | —                       | —                       | —                       | —                       | —                       | —                       |                   | Sweetheart of the Rodeo     |
| «Bad Night at the Whiskey» / «Drug Store Truck Drivin' Man»               | 7 января 1969      | 7 марта 1969     | —                       | —                       | —                       | —                       | —                       | —                       | —                       | —                       |                   | Dr. Byrds & Mr. Hyde        |
| «Lay Lady Lay» / «Old Blue»                                               | 2 мая 1969         | 6 июня 1969      | 132                     | —                       | —                       | —                       | —                       | —                       | —                       | —                       |                   | неальбомный сингл           |
| «Wasn't Born to Follow» / «Child of the Universe»                         | —                  | 26 сентября 1969 | —                       | —                       | —                       | —                       | —                       | —                       | 10                      | —                       |                   | The Notorious Byrd Brothers |
| «Ballad of Easy Rider» / «Oil in My Lamp»                                 | 1 октября 1969     | —                | 65                      | —                       | —                       | 68                      | —                       | —                       | —                       | —                       |                   | Ballad of Easy Rider        |
| «Jesus Is Just Alright» / «It's All Over Now, Baby Blue»                  | 15 декабря 1969    | 20 февраля 1970  | 97                      | —                       | —                       | —                       | —                       | 13                      | —                       | —                       |                   | Ballad of Easy Rider        |
| «Chestnut Mare» / «Just a Season»                                         | 23 октября 1970    | 1 января 1971    | 121                     | —                       | —                       | 77                      | —                       | 13                      | —                       | 19                      |                   | (Untitled)                  |
| «I Trust (Everything Is Gonna Work Out Alright)» / «(Is This) My Destiny» | —                  | 7 мая 1971       | —                       | —                       | —                       | —                       | —                       | 17                      | —                       | —                       |                   | Byrdmaniax                  |
| «Glory, Glory» / «Citizen Kane»                                           | 20 августа 1971    | 1 октября 1971   | 110                     | —                       | —                       | 55                      | —                       | —                       | —                       | —                       |                   | Byrdmaniax                  |
| «America's Great National Pastime» / «Farther Along»                      | 29 ноября 1971     | Январь 1972      | —                       | —                       | —                       | —                       | —                       | —                       | —                       | —                       |                   | Farther Along               |
| «Full Circle» / «Long Live the King»                                      | 11 апреля 1973     | 22 июня 1973     | 109                     | —                       | —                       | —                       | —                       | —                       | —                       | —                       |                   | Byrds                       |
| «Things Will Be Better» / «For Free»                                      | —                  | 24 апреля 1973   | —                       | —                       | —                       | —                       | —                       | —                       | —                       | —                       |                   | Byrds                       |
| «Cowgirl in the Sand» / «Long Live the King»                              | Июнь 1973          | —                | —                       | —                       | —                       | 62                      | —                       | —                       | —                       | —                       |                   | Byrds                       |